# Baudonvilliers
Baudonvilliers település Franciaországban, Meuse megyében. Lakosainak száma 377 fő (2022. január 1.). Baudonvilliers Trois-Fontaines-l’Abbaye, Chancenay, Lisle-en-Rigault és Sommelonne községekkel határos.

## Népesség
A település népességének változása:
| Lakosok száma | 146  | 461  | 483  | 456  | 400  | 388  | 378  | 378  | 378  | 377  |
|               | 1968 | 1982 | 1990 | 2006 | 2013 | 2015 | 2017 | 2019 | 2020 | 2022 |